# Сибирский хариус
Сибирский хариус (лат. Thymallus arcticus) — вид пресноводных рыб рода Хариусы подсемейства хариусовидных семейства лососёвых. 

## Внешний вид и строение
От европейского хариуса сибирский отличается более крупным ртом (верхняя челюсть доходит приблизительно до середины глаза). Зубы во рту лучше заметны. Окрасом он похож на европейского хариуса но существуют особенности: в крупных реках обитают более светлые формы этих рыб, а в таёжных ручьях — тёмные.

## Распространение и места обитания

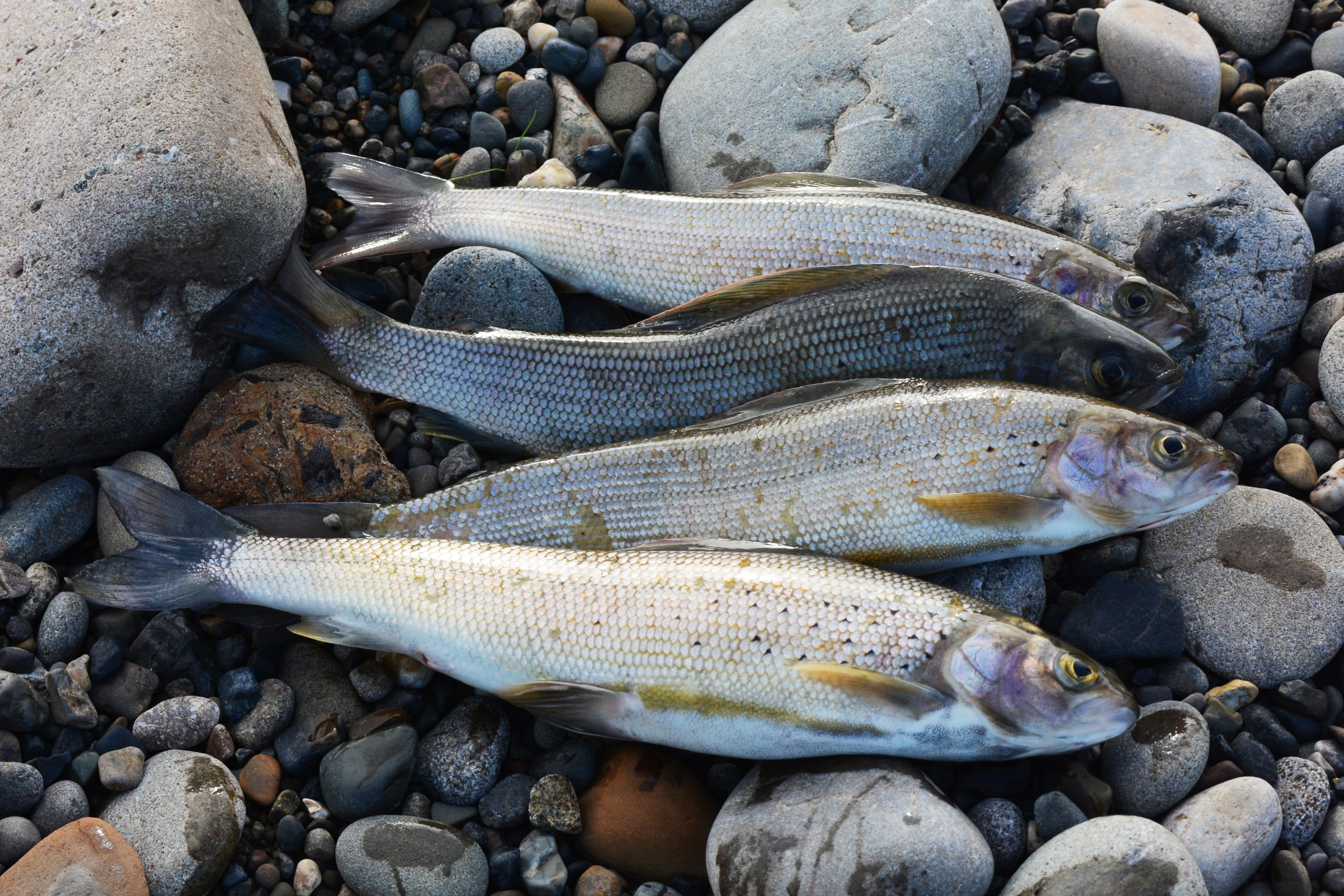
Аляскинские хариусы (Колвилл, Аляска)

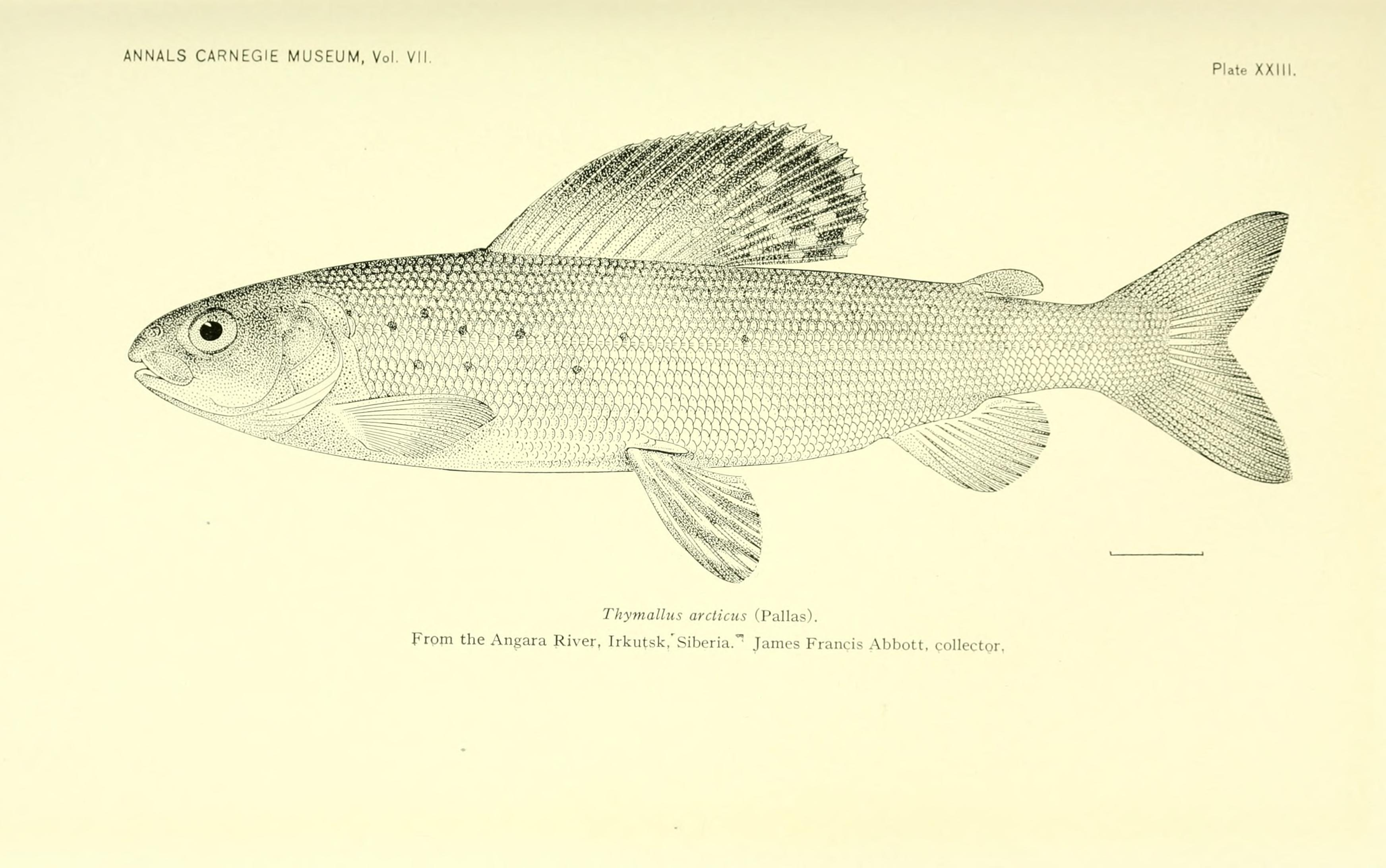
Восточносибирский хариус (Ангара, Иркутск)

Номинативный подвид сибирского хариуса или западносибирский хариус (Thymallus arcticus arcticus) встречается в бассейнах рек Кары (там он живёт совместно с европейским хариусом), Оби и Енисея. Южнее он водится до горных водоёмов Алтая и реки Ховд на северо-западе Монголии. Дальше на восток обитают другие подвиды.

## Подвиды
- Thymallus arcticus arcticus — западносибирский хариус
- Thymallus arcticus baicalensis — чёрный байкальский хариус
- Thymallus arcticus brevipinnis — белый байкальский хариус
- Thymallus arcticus grubii — амурский хариус
- Thymallus arcticus mertensii — камчатский хариус
- Thymallus arcticus pallasi — восточносибирский хариус
- Thymallus arcticus signifer — аляскинский хариус